# YonyCalanche
La Trampa de la Vida "Buena": ¿Por Qué la Comodidad Puede Alejarte de Dios?
Un análisis basado en las reflexiones de yonyCalanche
Vivimos en un mundo que aplaude el éxito, la estabilidad y la moralidad cívica. Todos aspiramos a ser "buenas personas": trabajamos duro, amamos a nuestras familias, respetamos la ley y contribuimos a la sociedad. Alcanzamos un nivel de vida cómodo, ganamos el respeto de nuestros pares y construimos una existencia pacífica. Pero, ¿es posible que esta vida "buena", esta anhelada zona de confort, sea precisamente la trampa espiritual más sutil y peligrosa de nuestros tiempos?
En una serie de profundas reflexiones, el pensador yonyCalanche desglosa una paradoja moderna: cómo la autosuficiencia y el bienestar material pueden crear una ceguera espiritual que nos hace olvidar nuestra necesidad más fundamental. Este no es un mensaje sobre los peligros del pecado evidente, sino sobre la ilusión que se esconde en la virtud aparente.
El Mapa de la Realidad: Blanco, Negro y la Ilusión del Gris
Para entender esta trampa, Calanche propone simplificar nuestra visión de la realidad a sus dos componentes más básicos. Imaginemos el universo espiritual en términos de colores:
El Blanco: Representa a Dios. Es la fuente de toda luz, verdad, bien y vida. Es una realidad absoluta y pura.
El Negro: Representa la oposición a Dios. Es la oscuridad, la mentira y el mal. También es una realidad absoluta.
En nuestra vida diaria, rara vez vemos las cosas en blanco y negro puros. Vemos una infinidad de colores y matices. Sin embargo, como señala Calanche, todos esos colores son, en su origen, una mezcla de luz y ausencia de luz. Espiritualmente, lo que a menudo llamamos "neutralidad" o "independencia"—una zona gris—no es una tercera opción. Es una ilusión. Es el resultado de diluir la luz con un poco de oscuridad, un estado de ambigüedad que nos aleja de la pureza del blanco sin sumergirnos por completo en el negro.
El Diagnóstico: La Ceguera de la Zona de Confort
Esta zona gris es lo que yonyCalanche identifica como la "zona de confort". Es un estado mental y espiritual que se construye sobre dos pilares engañosos:
La Confusión de las Dos Leyes: Vivimos bajo dos conjuntos de reglas. La primera es la Ley Temporal o Humana, que gobierna nuestra vida en sociedad (leyes civiles, derechos humanos, normas de convivencia). Ser un buen ciudadano bajo esta ley nos trae paz, estabilidad y respeto. La segunda es la Ley Espiritual o Divina, que gobierna nuestra relación con nuestro Creador y define nuestro destino eterno. El peligro, según Calanche, es que nos volvemos tan buenos cumpliendo la primera ley que olvidamos por completo la existencia de la segunda. Creemos que ser un "buen hombre" ante el mundo es lo mismo que ser un hombre justificado ante Dios.
La Ilusión de la Autosuficiencia: Cuando nuestro trabajo duro nos da resultados, cuando nuestra inteligencia resuelve problemas y cuando nuestro dinero nos compra seguridad, caemos en la trampa de atribuirnos el mérito. Decimos "mi esfuerzo", "mi éxito", "mi sabiduría". En este estado de autosuficiencia, Dios deja de ser una necesidad y se convierte, en el mejor de los casos, en una opción. No le damos el crédito ni le demostramos nuestra gratitud a través de la obediencia.
El Despertar: Cuando la Ilusión se Rompe
Si esta zona de confort es tan cómoda y aislante, ¿qué puede sacar a una persona de ella? La reflexión de Calanche identifica dos vías principales, una dolorosa y otra iluminadora:
La Vía de la Necesidad y el Sufrimiento: A menudo, se necesita una crisis para romper el hechizo del control. Una enfermedad, una pérdida financiera, una traición o un profundo dolor pueden destrozar nuestra autosuficiencia y obligarnos a mirar hacia arriba en busca de una ayuda que sabemos que no podemos darnos a nosotros mismos. En la angustia, recordamos a Dios.
La Vía de la Iluminación y el Testimonio: Este es un camino más suave. Ocurre al escuchar la Palabra de Dios y que esta resuene en nuestro interior, al observar la fe genuina y transformadora en la vida de otra persona, o al sentir un profundo vacío existencial que ni el éxito ni el placer pueden llenar. Es un despertar de la conciencia a una realidad más profunda.
La Solución Preventiva: La Educación del Alma
No tenemos que esperar a que una crisis nos despierte. yonyCalanche subraya la solución proactiva que se nos ha dado: "Buscad primeramente el reino de Dios y su justicia, y todas estas cosas os serán añadidas."
Esta no es una fórmula mágica, sino una "educación espiritual" que debe preceder al éxito. Cuando nuestra principal prioridad es conocer a Dios, servirle y vivir en obediencia, todo lo demás (la riqueza, el éxito, las relaciones) encuentra su lugar correcto. Aprendemos a manejar las bendiciones materiales con humildad y gratitud, viéndolas como herramientas para glorificar a Dios y no como ídolos para nuestra propia gloria. Es el ancla que nos mantiene firmemente en el "blanco", sin importar cuán colorida o cómoda se vuelva nuestra vida.
Conclusión: ¿De Qué Color Estás Pintando tu Eternidad?
Te invitamos a reflexionar honestamente. ¿Tu vida "buena" te ha llevado a una peligrosa autosuficiencia? ¿Tu comodidad ha adormecido tu necesidad de Dios? La mayor batalla espiritual no siempre se libra en los abismos del pecado, sino en las tranquilas y soleadas llanuras de nuestra zona de confort.
Como se desprende del análisis de yonyCalanche, la pregunta final no es simplemente si eres una buena persona según los estándares del mundo. La pregunta eterna es: ¿estás usando los colores de esta vida para acercarte cada vez más al blanco puro de tu Creador, o te estás permitiendo desvanecerte en un cómodo, pero ilusorio, gris?
"Fuentes externas de la Biblia para consultar versículos:"
1. Biblia.com - versión online de la Biblia en múltiples traducciones.
2. BibleGateway.com - busca y lee la Biblia en más de 70 traducciones.
3. LaBiblia.net - versión digital de la Biblia en español con múltiples traducciones.
4. YouVersion.com - aplicación móvil con acceso a más de 1000 traducciones de la Biblia.
5. SagradasEscrituras.com - versión online de la Biblia con comentarios y estudios.
Versículos que mencionamos anteriormente:
- Isaías 26:16 - En su angustia me buscarán"
- Romanos 6:23 - "La paga del pecado es muerte"
- Mateo 6:33 - "Buscad primeramente el reino de Dios"
- 1 Timoteo 6:10 - "La riqueza es un peligro para el alma"
- Filipenses 4:19 - "El Señor proveerá todas vuestras necesidades"
- Isaías 59:2 - "Pero vuestros pecados han hecho una separación"
- Romanos 12:2 -
1. ↑  «La Trampa De La Vida Buena».